# Motta San Giovanni
Motta San Giovanni är en ort och kommun i storstadsregionen Reggio Calabria, innan 2017 provinsen Reggio Calabria, i regionen Kalabrien i Italien. Kommunen hade 6 086 invånare (2017).